# Le Conte-gezerigó
A Le Conte-gezerigó (Toxostoma lecontei) a madarak osztályának a verébalakúak (Passeriformes) rendjéhez és a gezerigófélék (Mimidae) családjához tartozó faj.

## Rendszerezése
A fajt George Newbold Lawrence amerikai amatőr ornitológus írta le 1851-ben. Tudományos faji nevét Dr. John Lawrence LeConte amerikai természettudós tiszteletére kapta.

## Alfajai
- Toxostoma lecontei arenicola (Anthony, 1897)
- Toxostoma lecontei lecontei Lawrence, 1851
- Toxostoma lecontei macmillanorum A. R. Phillips, 1966[2]

## Előfordulása
Amerikai Egyesült Államok délnyugati részén és Mexikó területén honos. Természetes élőhelyei a szubtrópusi vagy trópusi cserjések. Állandó, nem vonuló faj.

## Megjelenése
Testhossza 28 centiméter.
|  |

## Életmódja
Elsősorban rovarokkal táplálkozik.

## Természetvédelmi helyzete
Az elterjedési területe nagyon nagy, egyedszáma pedig stabil. A Természetvédelmi Világszövetség Vörös listáján nem fenyegetett fajként szerepel.